# 窄沿沟草
窄沿沟草（学名：Catabrosa aquatica var. angusta）为禾本科沿沟草属下的一个变种。